# Neudörfl
Neudörfl (ungarisch Lajtaszentmiklós, deutsch St. Nikolaus an der Leitha; kroatisch Najderflj) ist eine Marktgemeinde mit 4971 Einwohnern (Stand 1. Jänner 2024) im Bezirk Mattersburg im Burgenland (Österreich).

## Geografie

### Geografische Lage
Neudörfl ragt westlich bis Wiener Neustadt und auch nördlich und östlich nach Niederösterreich. Neudörfl an der Leitha grenzt einerseits an die Aulandschaft entlang der Leitha, andererseits an den Zillingdorfer Wald und das Rosaliengebirge. Neudörfl, kongruent mit der gleichnamigen Katastralgemeinde, ist die einzige Ortschaft sowie der einzige Siedlungsname in der Marktgemeinde.
Die Grenze zwischen Neudörfl (heute Burgenland, früher Ungarn) und Wiener Neustadt (Niederösterreich) verläuft aber nicht direkt in Flussmitte der Leitha, sondern einige Meter weiter östlich.

### Ausdehnung des Gemeindegebiets
Die Hottergrenzen rund um Neudörfl sind historisch gewachsen:
Die letzten Häuser von Neudörfl gehören schon – wie auch das Waldheim – zum Bezirk Wiener Neustadt Land. Auch die Straße und Eisenbahn zwischen Neudörfl und Sauerbrunn verlaufen auf dem Gebiet von Lichtenwörth, dann ein Stück über Pöttsching. Daher ist Neudörfl mit Auto und Bahn nur über Niederösterreich erreichbar.

### Nachbargemeinden
|                 | Lichtenwörth                                |                |
| Wiener Neustadt | Kompassrose, die auf Nachbargemeinden zeigt | Lichtenwörth   |
| Katzelsdorf     | Pöttsching                                  | Bad Sauerbrunn |

## Geschichte
Vor Christi Geburt war das Gebiet Teil des keltischen Königreiches Noricum und gehörte zur Umgebung der keltischen Höhensiedlung Burg auf dem Schwarzenbacher Burgberg. Unter den Römern lag das heutige Neudörfl dann in der Provinz Pannonia.
Im Jahre 1194 wird vom Babenbergerherzog Leopold V. mit einem Teil des Lösegeldes des englischen Königs Richard Löwenherz westlich von Neudörfl die Festungsstadt Wiener Neustadt gegen die Ungarn gegründet.
Bis zum Mongolensturm (1240/1241) war die Bevölkerung rein ungarisch. Im Mittelalter hieß die Gemeinde Röjtökör (von ungarisch rejtek, das Versteck und őr, die Wart).

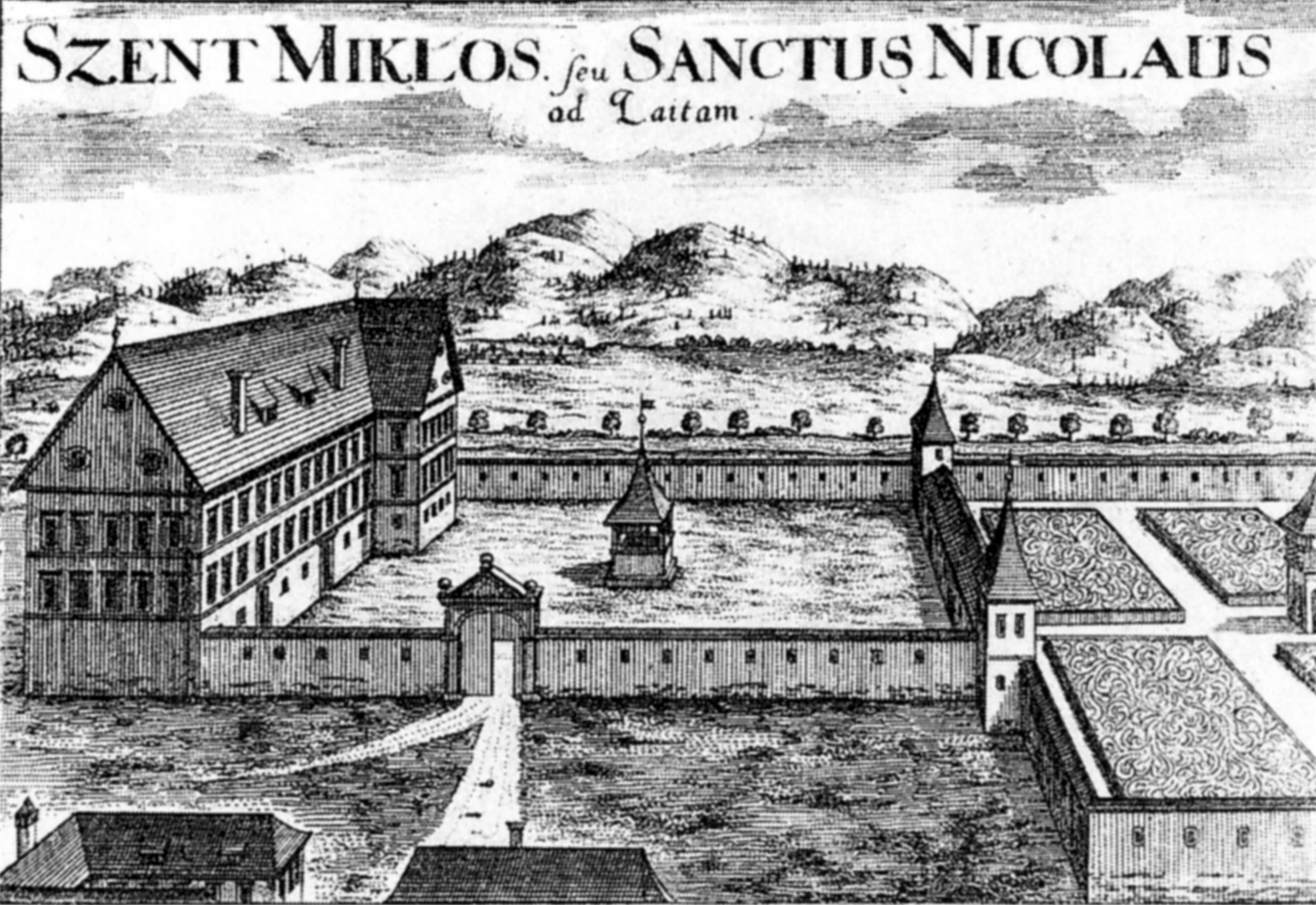
„Hofleithamühl“, Mitte des 17. Jh. von Graf Nikolaus Esterházy de Galantha erbautes Kastell

Neudörfl war seit 25. Februar 1872 Sitz der freimaurerischen Grenzloge Humanitas (Hauptstraße 142), einer Tochterloge der Großloge Pest. Als Local-Loge von Wien bzw. sogar von ganz Cisleithanien wurde ihr besondere Bedeutung beigemessen.
Am 5. und 6. April 1874 wurde im damaligen Leithagasthaus (Hauptstraße 154) die Gründung der Sozialdemokratischen Arbeiterpartei (Österreichs) in die Wege geleitet.
Der Ort gehörte, wie das gesamte heutige Nordburgenland, bis 1920/21 zum ungarischen Komitat Sopron. Ab 1898 musste aufgrund der Magyarisierungspolitik der Budapester Regierung ausschließlich der (bereits bestehende) Ortsname Lajtaszentmiklós verwendet werden.
1919, nach Ende des Ersten Weltkriegs, wurde nach zähen Verhandlungen Deutsch-Westungarn (mit Ausnahme von Ödenburg) in den Verträgen von St. Germain und Trianon der Republik Österreich zugesprochen. Der Ort gehört seit 1921 zum damals gegründeten Bundesland Burgenland (siehe auch Geschichte des Burgenlandes).
Marktgemeinde ist Neudörfl seit 1. Juni 1973.

### Bevölkerungsentwicklung
Die Zunahme der Einwohnerzahl seit 1981 erfolgt trotz negativer Geburtenbilanz, da die Zuwanderung überwiegt.

## Kultur und Sehenswürdigkeiten

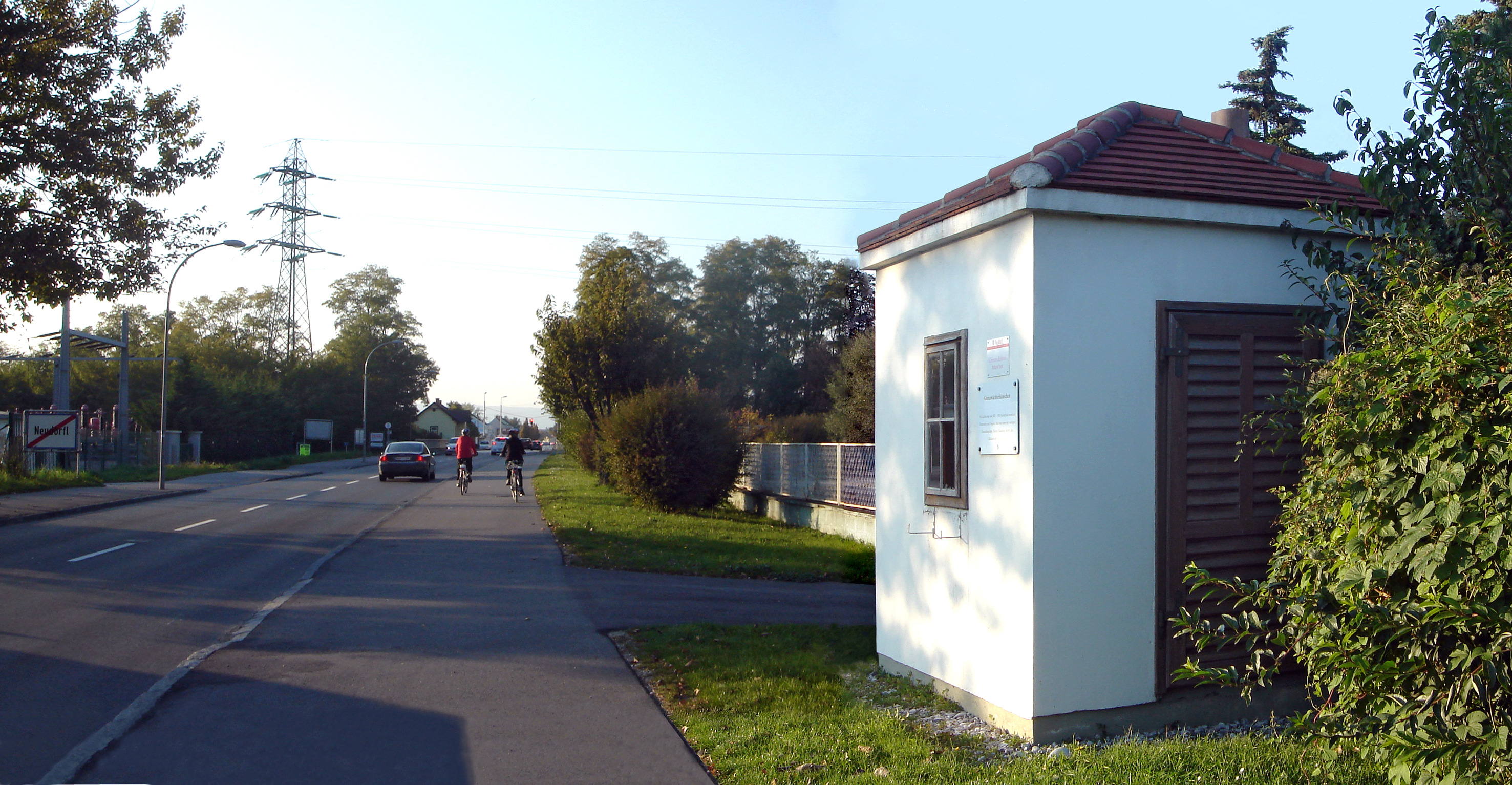
1994 wieder aufgebautes Grenzwächterhäuschen am ehemaligen Übergang von Trans- nach Cisleithanien, 150 m östlich der Leitha-Mitte (Blickrichtung).

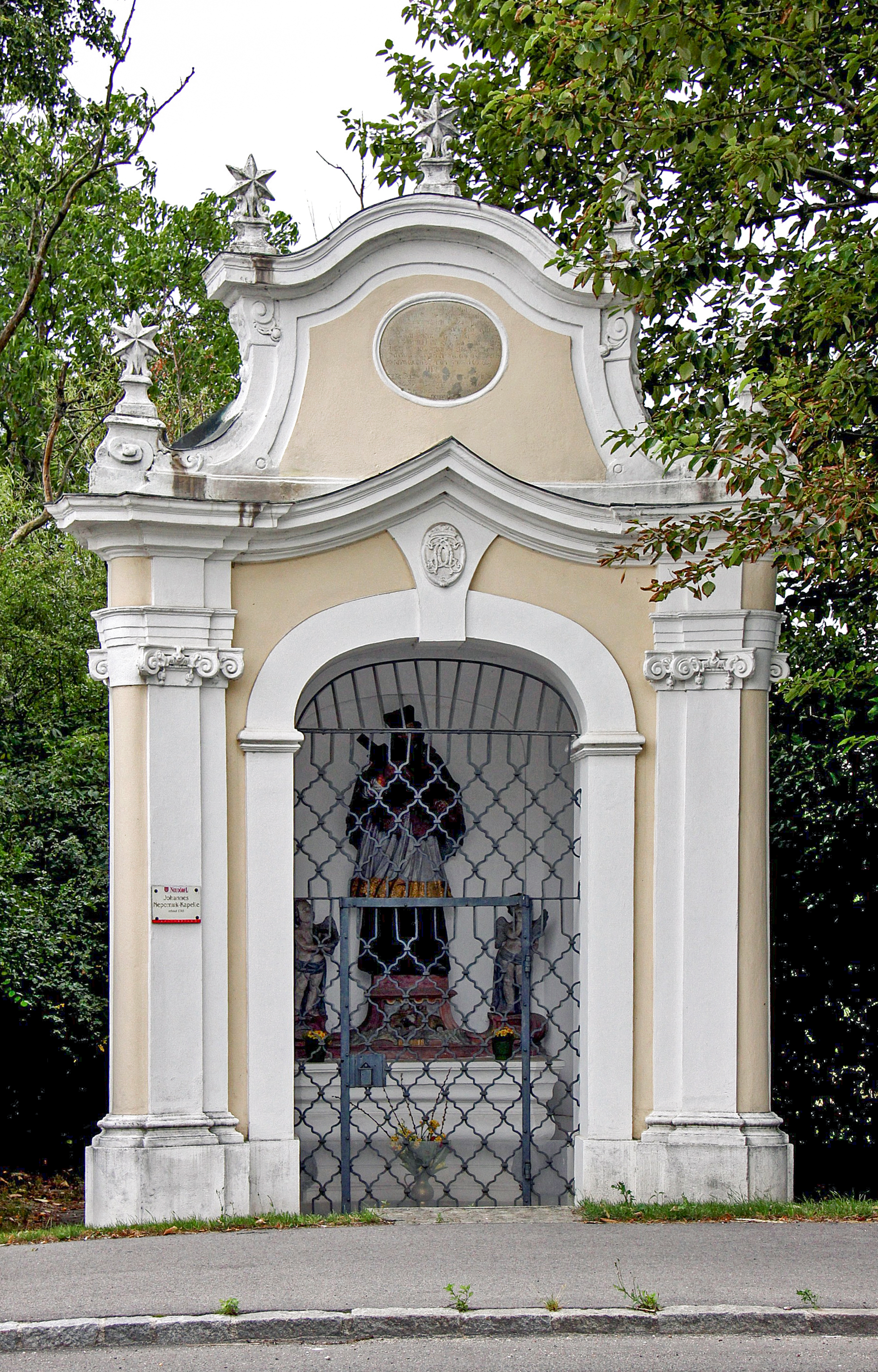
Johannes-Nepomuk-Kapelle, 1745 nach einer Pestepidemie vom Pächter des Leithagasthauses dem Brückenheiligen gewidmet.

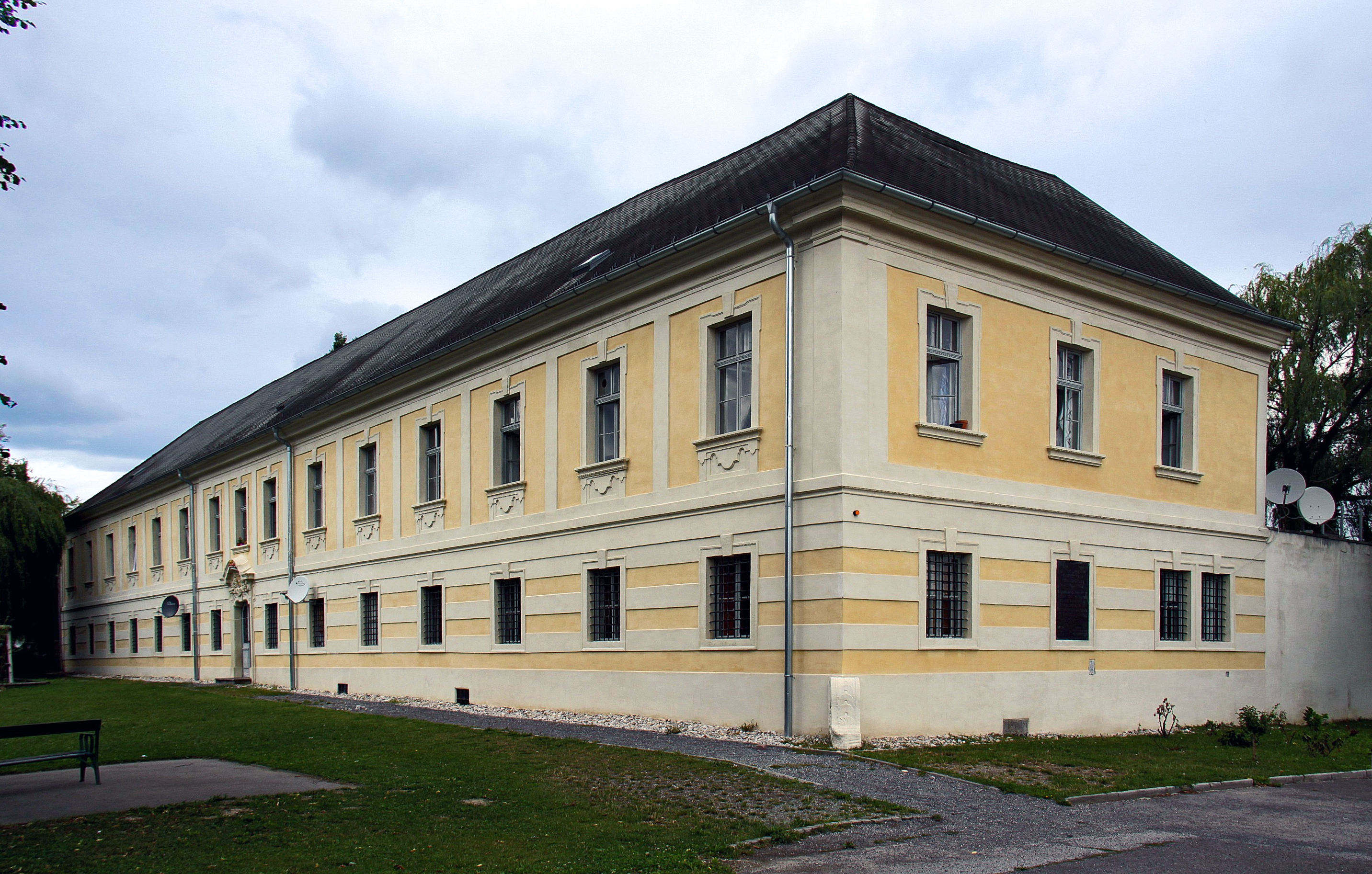
Leithagasthaus (ursprünglich: „Hofleithamühl“), 1874 Ort des Gründungsparteitags der österreichischen Sozialdemokratie

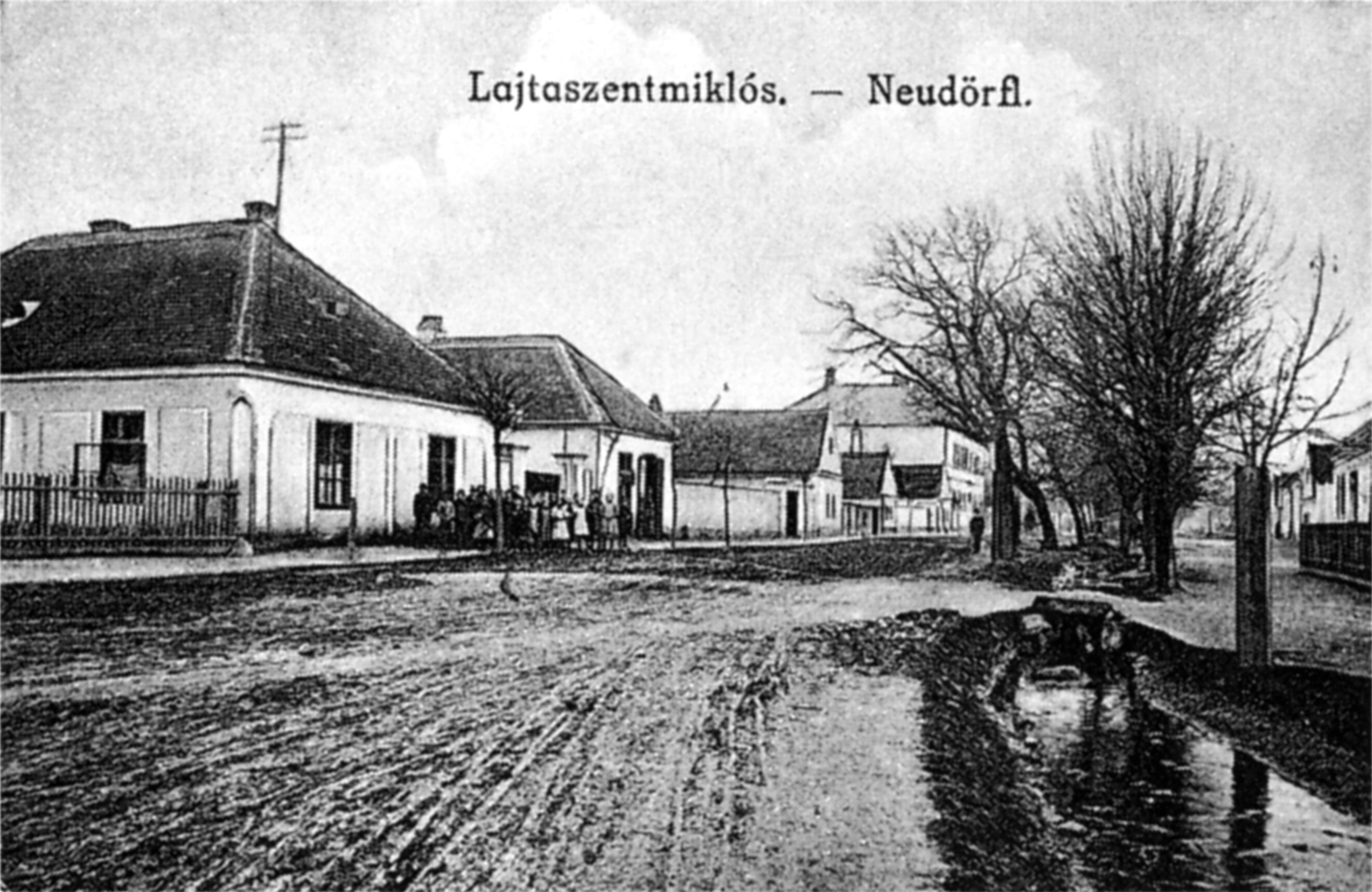
Neudörfl (Lajtaszentmiklós), historische Ansichtskarte (um 1900). Gebäude links (Anschnitt): Hauptstraße 1, bis 1911 Volksschule (in der Rudolf Steiner ab 1868 verhältnismäßig früh gut lesen lernte)

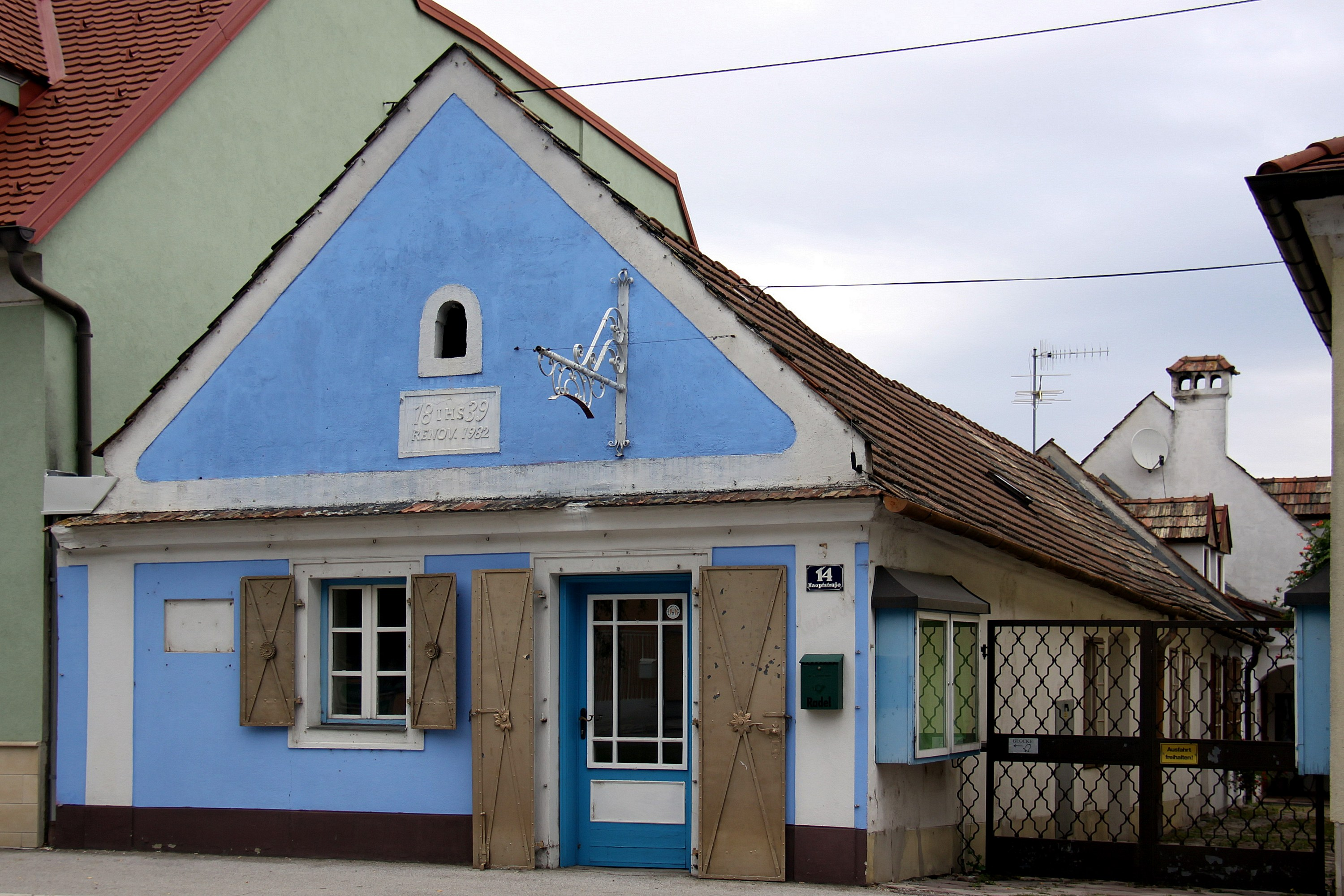
Denkmalgeschütztes Bürgerhaus aus 1839

Neudörfl (Mitte rechts) und Umgebung um 1873 (Aufnahmeblatt der Landesaufnahme)

- Pfarrkirche Neudörfl an der Leitha Mariä Geburt
- Flur-/Wegkapelle
- Landespflegeanstalt Neudörfl
- Ehem. Esterhazysches Kastell
- Kriegerdenkmal
- Bildstock, Santer-, Marien- oder Wetterkreuz
- Pest-/Dreifaltigkeitssäule
- Josephssäule, Steinpfeiler von 1738, 1969 mit einer von Hubert Wilfan gestalteten Statue des hl. Joseph versehen (nunmehr vor Hauptstraße 66)[11]
- Ehem. Zollhaus bzw. Dreißigstamt, erbaut 1815 (Hauptstraße 167)[12]
- Ehemaliges Gasthaus, erbaut um 1900 (Hauptstraße 11)[13]
- Villa, erbaut um 1870/80 von Johann Knura, seit ca. 1880 Besitzer der ehemaligen örtlichen Zündwarenfabrik (Am Brunnenfeld 1)[14][Anm. 3]
- Söllnersiedlung Neugebäu; geschlossenes Ensemble giebelständiger Kleinbauernhäuser, 1987 restauriert[15]

## Wirtschaft und Infrastruktur
| Neben mittelständischer Wirtschaft hat auch der Tourismus Bedeutung. Durch den Weinbau und die Buschenschenken (Heurigen) kam der Ort zum Beinamen „Grinzing von Wiener Neustadt“. Größtes Industrieunternehmen mit etwa 250 Mitarbeitern ist die Firma Neudoerfler Office Systems GmbH, die seit ihrer lokalen Betriebsaufnahme durch Karl Markon am 12. Juni 1946 (als Neudörfler Türen-, Fenster- und Möbelfabrik Ges.m.b.H.) zu einem der führenden Büromöbel-Hersteller Österreichs wurde, mit Exporten nach Deutschland, Ungarn, und Slowakei. Mit über 80 Mitarbeitern ist das in den Branchen Elektronik bzw. Gesundheit und Medizintechnik tätige Unternehmen HTP Electronics GmbH ein weiterer großer Arbeitgeber. Die Anzahl der Erwerbstätigen, die im Ort wohnen, entspricht etwa den Arbeitsplätzen. Rund 1500 Menschen pendeln zum Arbeiten aus und ebenso viele pendeln ein. | Hier fehlt eine Grafik, die leider im Moment aus technischen Gründen nicht angezeigt werden kann. Wir arbeiten daran! |

## Politik

### Gemeinderat

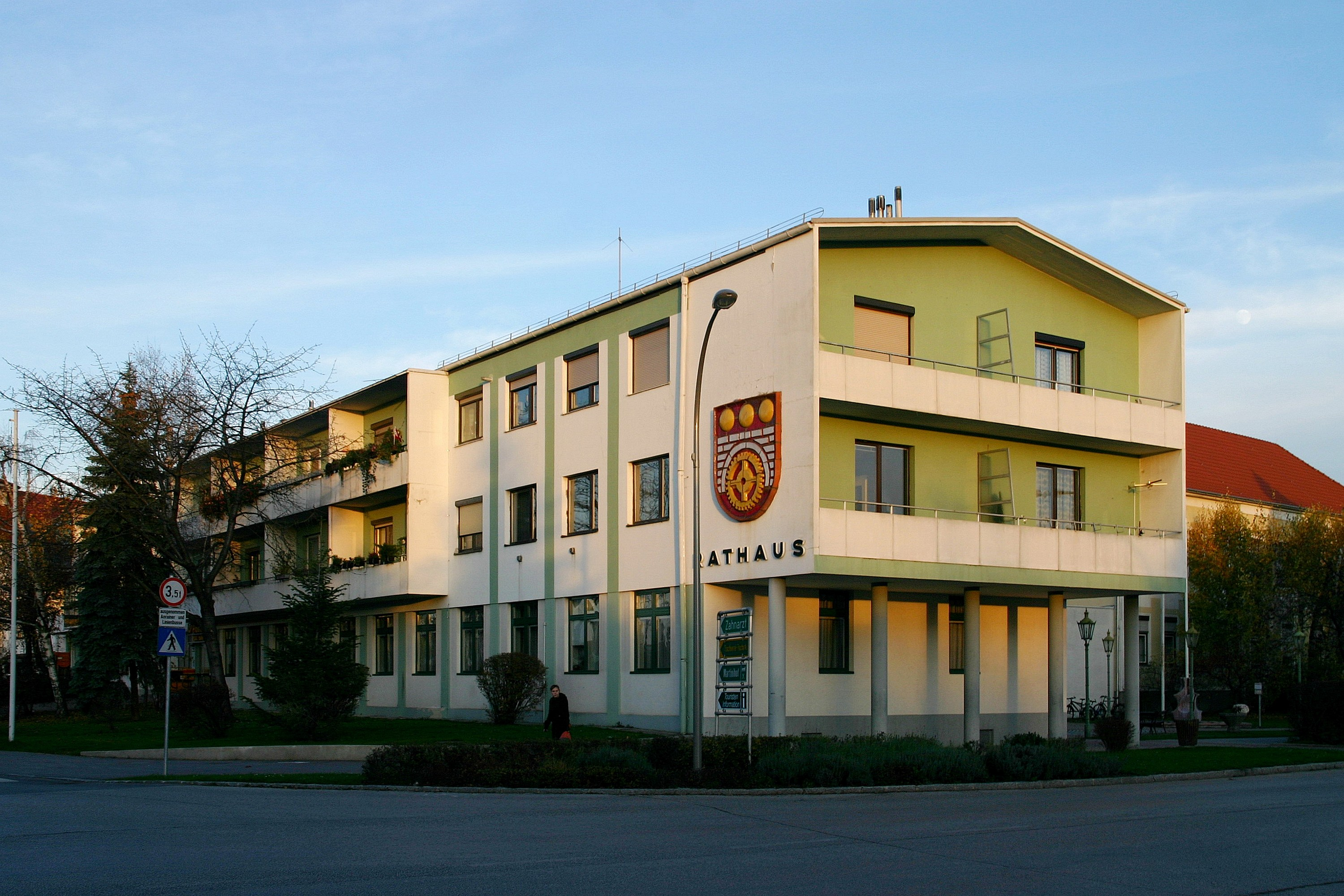
Das Rathaus der Marktgemeinde Neudörfl

Der Gemeinderat umfasst aufgrund der Einwohnerzahl insgesamt 25 Sitze.
| Partei          | 2022             | 2022             | 2022             | 2017    | 2017    | 2017    | 2012    | 2012    | 2012    | 2007    | 2007    | 2007    | 2002             | 2002             | 2002             | 1997             | 1997             | 1997             |
| Partei          | Sti.             | %                | M.               | Sti.    | %       | M.      | Sti.    | %       | M.      | Sti.    | %       | M.      | Sti.             | %                | M.               | Sti.             | %                | M.               |
| --------------- | ---------------- | ---------------- | ---------------- | ------- | ------- | ------- | ------- | ------- | ------- | ------- | ------- | ------- | ---------------- | ---------------- | ---------------- | ---------------- | ---------------- | ---------------- |
| SPÖ             | 1301             | 60,09            | 15               | 1174    | 56,58   | 15      | 1138    | 52,25   | 13      | 1093    | 48,34   | 13      | 1350             | 66,47            | 16               | 1033             | 52,28            | 12               |
| ÖVP             | 419              | 19,35            | 5                | 256     | 12,34   | 3       | 248     | 11,39   | 3       | 210     | 9,29    | 2       | 532              | 26,19            | 6                | 625              | 31,63            | 7                |
| Grüne           | 252              | 11,64            | 3                | 96      | 4,63    | 1       | 82      | 3,76    | 1       | 112     | 4,95    | 1       | nicht kandidiert | nicht kandidiert | nicht kandidiert | nicht kandidiert | nicht kandidiert | nicht kandidiert |
| FPÖ             | 193              | 8,91             | 2                | 263     | 12,67   | 3       | 97      | 4,45    | 1       | 147     | 6,50    | 1       | 149              | 7,34             | 1                | 318              | 16,09            | 4                |
| PRON A1         | nicht kandidiert | nicht kandidiert | nicht kandidiert | 286     | 13,78   | 3       | 613     | 28,15   | 7       | 699     | 30,92   | 8       | nicht kandidiert | nicht kandidiert | nicht kandidiert | nicht kandidiert | nicht kandidiert | nicht kandidiert |
| Wahlberechtigte | 3922             | 3922             | 3922             | 3469    | 3469    | 3469    | 3317    | 3317    | 3317    | 3215    | 3215    | 3215    | 2957             | 2957             | 2957             | 2784             | 2784             | 2784             |
| Wahlbeteiligung | 59,84 %          | 59,84 %          | 59,84 %          | 65,70 % | 65,70 % | 65,70 % | 72,14 % | 72,14 % | 72,14 % | 75,65 % | 75,65 % | 75,65 % | 76,06 %          | 76,06 %          | 76,06 %          | 78,95 %          | 78,95 %          | 78,95 %          |

### Bürgermeister
Bürgermeister der Marktgemeinde ist seit 1997 Dieter Posch (SPÖ). Vizebürgermeister ist Michael Sgarz (SPÖ).

### Chronik der Bürgermeister seit 1923
- 1923–1934: Johann Reiter (Sozialistische Partei)
- 1934–1938: Johann Pehm (Christlichsoziale Partei)
- 1938–1945: Leopold Tschirk (NSDAP)
- 1945–1947: Leopold Patzelt (SPÖ)
- 1947–1950: Johann Reiter (SPÖ)
- 1950–1962: Johann Eitzenberger (SPÖ)
- 1962–1985: Josef Posch (SPÖ)
- 1985–1997: Ernst Götz (SPÖ)
- seit 1997 Dieter Posch (SPÖ)

Quelle

### Wappen
Der Gemeinde wurde 1973 folgendes Wappen verliehen: Auf rotem Feld in der Mitte eine silberne Brücke schwebend, darüber drei goldene Kugeln, darunter ein goldenes Zahnrad.
Die drei goldenen Kugeln symbolisieren den Kirchenpatron von Neudörfl, den hl. Nikolaus. Die Brücke weist auf die historische Grenzsituation zu Ungarn hin, das Rad steht für die Bedeutung der Industrie für die Gemeinde.

### Gemeindepartnerschaft
Nach ersten Kontakten im Jahr 1971 wurde 1973 die Partnerschaft mit Zollikofen in der Schweiz amtlich besiegelt.

## Persönlichkeiten

### Personen mit Bezug zur Gemeinde
- Rudolf Steiner (1861–1925), Begründer der Anthroposophie, verbrachte in Neudörfl einen Teil seiner Kinder- und Jugendzeit. Er schrieb hierüber in der autobiografischen Schrift Mein Lebensgang.[10]
- Josip Broz Tito (1892–1980), ab 1953 Präsident Jugoslawiens, wohnte von 1912 bis 1913 bei seinem Bruder in Neudörfl, Hauptstraße 8[28], nachdem er bei Daimler in Wiener Neustadt eine Stelle als Einfahrer (Probechauffeur) gefunden hatte.
- Eduard Uhl (1813–1892), Jurist und Bürgermeister von Wien, Mitglied der Freimaurerloge Humanitas, Neudörfl.

### Söhne und Töchter der Gemeinde
- Johann Pehm (1898–1961), Schmiedemeister und Politiker
- Josef Posch (* 1934), Politiker; seit 1985 Ehrenbürger der Marktgemeinde Neudörfl.[29]
- Anton Schreiner (1873–1932), Ziegeleibesitzer und Politiker
- Bernhard Schwindel (1787–1856), Zisterzienser, Abt des Stiftes Neukloster
- Rudolf Streng (1915–1988), 1. Solobratschist der Wiener Staatsoper und der Wiener Philharmoniker